# كياثون بسيط
كياثون بسيط (الاسم العلمي:Cyathea simplex) هو نوع من النبات يتبع جنس الكياثون من الفصيلة الكياثونية.